# 悲湖
悲湖又译忧伤湖（Lacus Doloris，拉丁语意为“悲伤湖”），是位于月球表面“雪陆”（Terra Nivium）区的一个不规则小月海，由凝固的玄武岩熔岩所构成。月面坐标17.1°N，9.0°E，直径110公里。
该月湖介于东北的海摩斯山脉、澄海和西南的柯瓦列夫斯卡娅环形山之间。在它周围，西北有怨恨湖、西南有冬湖和柔湖，南方则是直径39公里的曼尼里乌斯陨石坑。
该术语在1976年獲得國際天文學聯合會承認並采用。

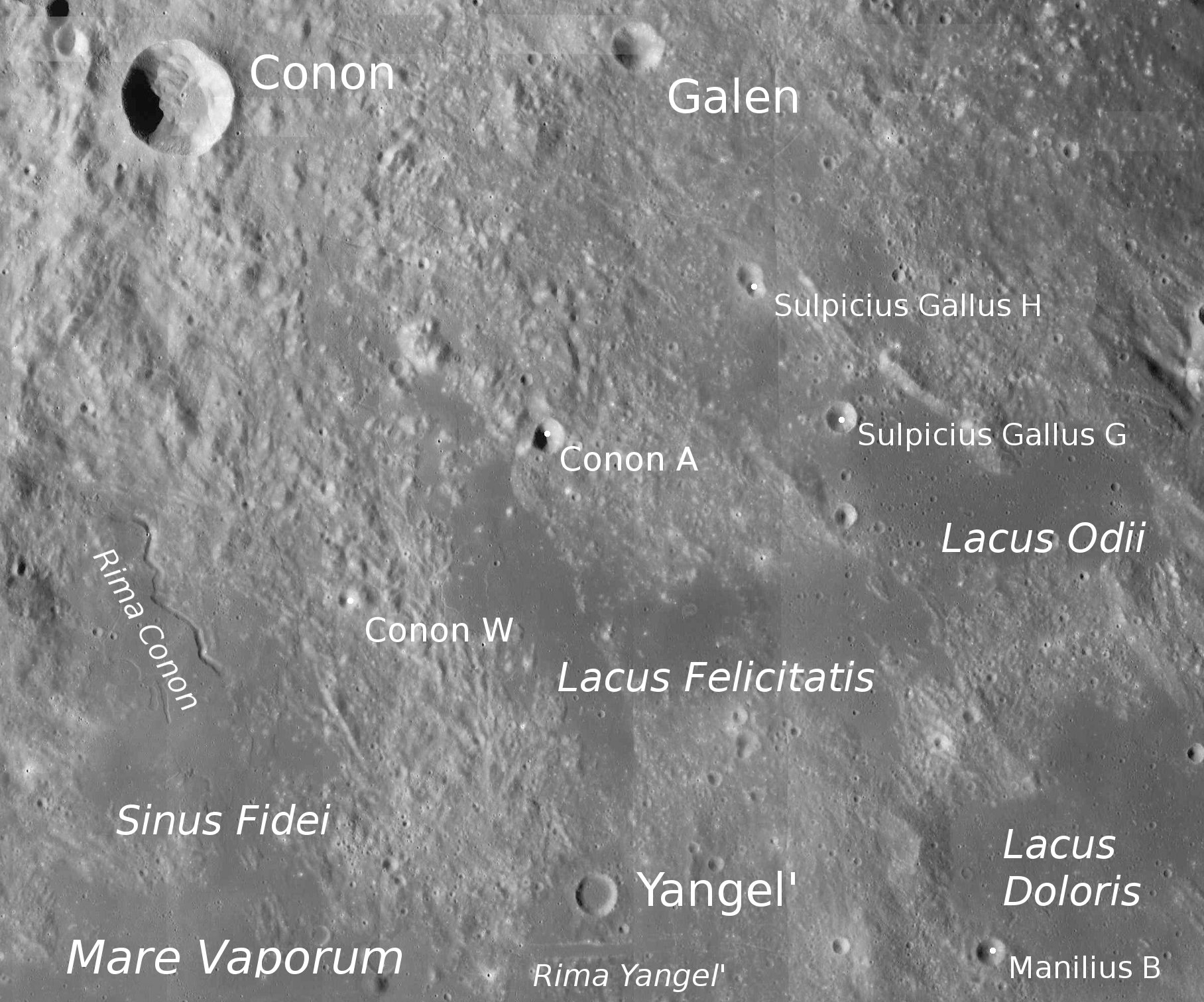
右下方为忧伤湖，月球勘测轨道飞行器拍摄